# FC Zbrojovka Brünn
Der FC Zbrojovka Brünn, tschechisch FC Zbrojovka Brno, ist ein tschechischer Fußballklub aus der mährischen Stadt Brünn. Der 1913 gegründete Verein wurde 1978 tschechoslowakischer Meister und erreichte 1993 das Endspiel des tschechischen Fußballpokals, das gegen Sparta Prag verloren wurde. Der Klub spielte bis zum Saisonende 2010/11 in der ersten tschechischen Fußballliga, welcher der Verein seit ihrer Gründung im Jahr 1993 ununterbrochen angehörte. Am Ende dieser Saison stand der Abstieg aus der höchsten Spielklasse fest. Seit der Saison 2012/13 spielte der Verein wieder in der ersten Liga, stieg in der Saison 2017/18 jedoch wieder ab.
Der heutige Name des Klubs Zbrojovka reflektiert eine alte Tradition ohne Bezug zur gegenwärtigen Situation in der Unternehmenslandschaft Brünns. Er bedeutet „Waffenfabrik“ (siehe: Zbrojovka Brno).

## Vereinsgeschichte

### Gründung
Mitglieder des auseinandergefallenen Studentský team Židenice und der Juniorenmannschaft des SK Achilles gründeten am 14. Januar 1913 im Gasthaus U Machů im damaligen Brünner Vorort Židenice einen neuen Verein namens SK Židenice. Initiator war der junge Müllerssohn Cyril Lacina, der seinen gleichnamigen Vater überzeugen konnte, Funktionär und Mäzen des neuen Klubs zu werden.
Das Studentský team Židenice war eine Mannschaft aus Schülern und Studenten, die schon vor ihrer formellen Gründung 1908 einige Jahre zusammen gespielt hatte, aber 1912 auseinandergebrochen war. Der in blau-weiß spielende SK Achilles Brno war ein etwas größerer, bereits 1905 gegründeter Sportverein, der 1907 zwangsweise seinen bisherigen Platz räumen musste und einen neuen in der Nähe des Bahnhofs Židenice fand. Unweit der neuen Spielstätte befand sich ein Lazarett sowie das städtische Schwimmbad. Im SK Achilles wurde nicht nur Fußball gespielt, sondern auch Leichtathletik betrieben, außerdem gehörte der Klub zu den ersten mährischen Eishockeypionieren. Der SK Židenice übernahm 1913 den Platz des SK Achilles.

### Anfänge
Das erste Spiel bestritt der zunächst in rot-weiß gestreiften Hemden spielende Klub in Kroměříž, schon bald danach kam es zum ersten Aufeinandertreffen mit dem bereits 1906 gegründeten SK Moravská Slavia Brno, woraus sich das Brünner Derby entwickelte. Unter dem Ersten Weltkrieg litt der inzwischen in dunkelroten Dressen spielende SK Židenice aus zwei Gründen weniger als viele andere Klubs. Erstens konnte Cyril Lacina mit seiner Mühle und dem Mehl Spieler für den SK gewinnen, zweitens bot auch das nahe gelegene Lazarett eine Möglichkeit, Spieler anzuwerben. In dieser Zeit spielten in Židenice Größen wie Rudolf Sloup oder Otto Mazal. 1919 zog der Verein auf einen neuen Platz im benachbarten Brünner Stadtteil Zábrdovice, auch Židenice war in diesem Jahr in das neu entstandene Groß-Brünn eingemeindet worden. Als im September 1920 Cyril Lacina verstarb, wurde das Aus des Klubs befürchtet, seiner Rolle nahm sich jedoch der Fabrikant Rudolf Foller an. Wenig später wurde die staatliche Waffenfabrik Československá zbrojovka in Person ihres Direktors Stanislav Míhal neuer Patron des Vereins.
1922 nahm der SK Židenice als Meister Westmährens an der Tschechoslowakischen Fußballmeisterschaft teil, schied aber schon in der ersten Runde mit 1:6 gegen den SK Hradec Králové aus. Bei der Einführung des Professionalismus 1925 blieb der SK Židenice im Amateurlager. An der ersten Meisterschaftsendrunde nahmen die Brünner nicht teil, da sie im mährischen Finale dem SK Prostějov mit 0:1 unterlagen. Schon ein Jahr später wurde die Mannschaft aber tschechoslowakischer Amateurmeister. Die mährische Meisterschaft gewann die Elf in Spielen gegen den SK Prostějov (4:3) und Moravská Ostrava (5:1). In der Endrunde wartete zunächst der DSV Witkowitz (4:3), im Halbfinale stellte sich dem SK Židenice ein weiterer deutscher Gegner. Die Sportbrüder Schreckenstein wurden auf eigenem Platz mit 2:0 besiegt. Das Finale fand am 14. November 1926 in Prag auf dem Platz von Viktoria Žižkov statt. In einem dramatischen Spiel gewannen die Brünner gegen Sparta Košíře mit 6:5. Diesen Erfolg konnte die Mannschaft nicht mehr wiederholen, 1931 erreichte sie das Halbfinale, schied dort aber gegen den DFC Prag aus.

### Im Profilager
Ende des Jahres entschied sich Klub ins Profilager zu wechseln, in der Saison 1931/32 wurde er in die zweite Liga eingeteilt, die er überlegen gewann. In dieser Zeit spielte der SK Židenice nicht mehr auf seinem Platz in Zábrdovice. Die Stadt hatte sich entschlossen, dort ein Kurbad zu errichten und kündigte dem Verein 1929, der zunächst einige Monate auf dem Platz von Makkabi Brünn spielte und schließlich im Norden der Altstadt in der Straße Na rybníčku, auch Na Horymíru genannt, einen neuen Platz baute.
Die Premiere in der höchsten tschechoslowakischen Spielklasse misslang, am 1. Spieltag verlor man bei Sparta Prag mit 2:3 und auch von den drei darauf folgenden Ligaspiele holte man keinen einzigen Punkt. So stand man nach den ersten vier Spieltagen mit 5:11 Toren und 0 Punkten auf den letzten Tabellenplatz, zu diesem Zeitpunkt betrug der Abstand auf einen Nicht-Abstiegsplatz bereits drei Punkte. Im Oktober 1933 übernahm dann der international erfolgreiche Ungar Jenő Konrád den SK Židenice, in Brünn erhielt er einen „provisorischen Vertrag“ und soll mehr verdient haben als die Top-Spieler der Mannschaft. Konrád machte den Transfer von Nationalspieler Hess zur Bedingung in Brünn das Traineramt zu übernehmen und Hess kam und das für eine Ablösesumme von 120.000 CSK. Die Sportpresse schrieb Židenice sportlich schon längst ab und doch gelang unter Konrád der Klassenerhalt. Am letzten Spieltag gelang ein 3:2-Heimsieg gegen den Teplitzer FK. Unter Trainer Konrád verlor man in vierzehn Spielen nur fünf Mal, besonders stark waren die Brünner bei Heimspielen – von sieben Ligaspielen vor heimischer Kulisse unterlag man nur zwei Mal.
Im August 1934 trat Konrád zurück und verließ den Verein. Zuvor forderte er einen finanziell höher dotierten Vertrag, dies lehnte Židenice allerdings ab.
Schon in der nächsten Spielzeit 1934/35 wurde die Mannschaft Dritter in der Endabrechnung und qualifizierte sich somit für den Mitropapokal. In der ersten Runde bezwang man den SK Rapid Wien mit 3:2 und 2:2, in der zweiten Runde erwies sich Ferencváros Budapest als zu stark. Zwar gewann die Elf das Hinspiel mit 4:2, im Rückspiel unterlag sie deutlich mit 1:6. Ein vierter Rang in der heimischen Liga 1935/36 berechtigte zur erneuten Teilnahme am bedeutendsten europäischen Wettbewerb. Auch diesmal kam die Mannschaft über Lausanne-Sports (5:0 und 1:2) in die zweite Runde, wo man aber klar mit 2:3 und 1:8 gegen Inter Mailand ausschied. In der Folgesaison wurde der SK Židenice nur Siebter, schon 1937/38 konnte er den dritten Platz aus der Spielzeit 1934/35 wiederholen. Im Mitropapokal war allerdings schon in der Auftaktrunde Schluss. Ein 3:1-Heimsieg gegen Ferencvaros reichte nicht, da die Mannschaft in Budapest mit 0:3 unterlag. In den Jahren des Protektorats Böhmen und Mähren fand sich der SK Židenice meist im Mittelfeld der Tabelle wieder, Ausnahmen waren die Spielzeiten 1940/41, als man nur knapp dem Abstieg entging, und 1942/43, als man Vierter wurde.

### Nach dem Zweiten Weltkrieg
Die Meisterschaft 1945/46 wurde in zwei Zehnergruppen ausgetragen, der SK Židenice wurde hinter Slavia Prag Zweiter in der Gruppe B. Die folgende Saison 1946/47 verlief wesentlich schlechter, vor dem letzten Spieltag waren Viktoria Žižkov und der SK Libeň bereits abgestiegen, ein weiterer Absteiger sollte aus dem Trio SK Židenice, SK Olomouc ASO (je 22 Punkte) und SK Baťa Zlín (20 Zähler) hervorgehen, der gegen den Tabellendritten SK Kladno antreten musste. Kladno verlor überraschend 2:3, beide Vereine wurden anschließend der Korruption überführt und mussten zwangsweise absteigen. Die Untersuchung führte aber auch ans Licht, dass der SK Židenice Kladno Geld angeboten hatte, weswegen die Brünner ebenfalls aus der Liga ausgeschlossen wurden.
Nach dem kommunistischen Februarumsturz 1948 fiel der Verein unter das Patronat des Waffenherstellers Československá zbrojovka, entsprechend hieß er nun Zbrojovka Židenice Brno. Nach dem Zwangsabstieg gelang der Mannschaft der sofortige Wiederaufstieg, aber schon 1949 folgte der nächste Abstieg. Drei Jahre später wurde Zbrojovka zwar Erster in seiner Gruppe der zweiten Liga, scheiterte aber knapp im anschließenden Qualifikationsturnier der Gruppensieger. 1953 kam es zur größten Reorganisation in der tschechoslowakischen Fußballgeschichte, DSO Spartak Zbrojovka Brno, so lautete die neue Bezeichnung, war nur noch drittklassig.

### Fusion mit RH Brno
Im selben Jahr wurde auf politisches Geheiß der Polizeiverein Rudá Hvězda Brno (deutsch: Roter Stern Brünn), kurz RH Brno, gegründet und in die zweite Liga eingeteilt. Zbrojovka wurde dadurch geschwächt, dass es dem neuen, politisch gewollten Verein Spieler abstellen musste. 1956 stieg RH Brno in die 1. Liga auf, während Zbrojovka, in Spartak Brno ZJŠ umbenannt, weiterhin drittklassig war. In der Saison 1959/60 stieg Spartak Brno ZJŠ in die zweite Liga auf, in der Folgesaison musste RH Brno die höchste Spielklasse wieder verlassen, so dass beide Vereine in der Meisterschaft 1961/62 aufeinandertrafen. RH Brno gewann die Gruppe B der 2. Liga, Spartak Brno ZJŠ wurde Achter. Nach der Saison fusionierten beide Klubs, der Name Spartak Brno ZJŠ blieb erhalten. Einige Jahre konnte sich der Klub, der durch den Status Brünns als Messestadt im Messestädte-Pokal starten durfte, in der höchsten Liga halten, 1967 stieg er ab. Der Wiederaufstieg gelang erst vier Jahre später in der Spielzeit 1970/71, da hieß der Klub schon TJ Zbrojovka Brno.

### Auf dem Weg zur Meisterschaft
In der ersten Saison nach dem Aufstieg entging Zbrojovka nur knapp dem erneuten Abstieg. Von diesem Punkt an ging es für die Mannschaft und ihren neuen Trainer František Havránek fast nur noch aufwärts. Platz zwölf 1972/73, Rang zehn in der Folgesaison. Im Wettbewerb 1974/75 erreichte das Team ohne Stars einen hervorragenden vierten Platz. Im Jahr darauf reichte es zwar nur zum siebten Platz, ein Jahr später, Trainer war inzwischen Josef Masopust, stand man in der Endabrechnung erneut auf Rang vier.
In der Saison 1977/78 erreichte Zbrojovka sportlichen Höhepunkt der bisherigen Vereinsgeschichte, die tschechoslowakische Fußballmeisterschaft. Havránek hatte die Grundlagen für diesen Erfolg gelegt, Masopust rief vor allem das Offensivpotential der Mannschaft ab, Karel Kroupa wurde mit 20 Treffern Torschützenkönig. Im Europapokal der Landesmeister 1978/79 zog man über Újpest Budapest in die zweite Runde ein, in der man aufgrund der Auswärtstorregel gegen Wisła Krakau ausschied. Zwei Jahre konnte Zbrojovka annähernd das Spitzenniveau halten, wurde 1979 Dritter und 1980 Vizemeister. Zudem erreichte die Elf das Viertelfinale im UEFA-Pokal 1979/80, in dem sich Eintracht Frankfurt als zu starker Gegner erwies.
Der Kader im Meisterschaftsjahr 1977/78 setzte sich wie folgt zusammen:
Josef Hron, Eduard Došek; Jan Klimeš, Karel Dvořák, Josef Pospíšil, Rostislav Václavíček, Josef Mazura, Jiří Hamřík, Vítězslav Kotásek, Karel Jarůšek, Josef Pešice, Jindřich Svoboda, Jiří Hajský, Miroslab Bureš, Jaroslav Petrtýl, Petr Janečka, Karel Kroupa, Jan Kopenec, Libor Došek
Trainer Josef Masopust, Assistent Viliam Padúch

### Ende einer Ära
Es sollte der letzte große Erfolg einer ganzen Spielergeneration bleiben. Schon 1981 fiel Zbrojovka auf den zwölften Tabellenplatz zurück, zwei Jahre später stieg die Mannschaft ab. Sie bemühte sich vergeblich um den Wiederaufstieg, den sie 1985 zwar auf sportlichem Wege erreicht hätte, doch Spielmanipulationen im Hintergrund verwehrten den Erfolg. Erst 1989 kehrte Zbrojovka Brno in die 1. tschechoslowakische Liga zurück, 1991 musste man erneut den Gang in die zweite Liga antreten.

### Lubomír Hrstka alias Boby
Ab der Saison 1991/92, an deren Ende der Wiederaufstieg in die 1. Liga stand, übernahm der ehemalige Eishockeyspieler und jetzige Unternehmer Lubomír Hrstka die Geschicke des Klubs. Dessen Spitzname Boby zierte acht Jahre lang den Vereinsnamen. Schon im zweiten Jahr der Hrstka-Ära konnte Boby Brno mit dem Einzug in das tschechische Pokalfinale einen Erfolg feiern. Zwar unterlag man Sparta Prag mit 0:2, aber weil die Hauptstädter im Europapokal der Landesmeister starteten, qualifizierte sich Brno für den Europapokal der Pokalsieger. Gegen Bayer 04 Leverkusen in der ersten Runde waren die Brünner aber chancenlos und verloren 0:2 und 0:3.
In den 1990er Jahren konnte der Verein immer mal wieder an erfolgreiche Zeiten anknüpfen, so beispielsweise in der Saison 1994/95, als die Mannschaft Dritter und 1996/97, als sie Vierter wurde, was zur Teilnahme am UEFA-Pokal 1997/98 berechtigte. Dort schied die Mannschaft in der ersten Runde mit 1:6 und 2:0 gegen den SK Rapid Wien aus.
Zu dieser Zeit gehörte das Stadion Za Lužánkami zu den bestbesuchten in der Tschechischen Republik. So kamen am achten Spieltag der Saison 1996/97 gegen Slavia Prag 44.120 Zuschauer bei einem Ligadurchschnitt von etwa 6.000 Zusehern. Zur Jahrtausendwende geriet Hrstka in finanzielle Schwierigkeiten und musste den Verein verkaufen. Das Stadion verfiel in einen desolaten Zustand und war 2001 nicht mehr erstligatauglich. Der Klub musste seine Heimat verlassen und spielt seitdem im Stadion Srbská im nördlichen Stadtteil Královo Pole, das von den Fans aber nicht angenommen wird. In den letzten Jahren landete die Mannschaft meist im Mittelfeld der Abschlusstabelle. Im Juni 2010 kehrte der Klub zu seiner einstigen Bezeichnung Zbrojovka zurück.

## Titel und Erfolge
Titel
- Tschechoslowakischer Meister – 1977/78
- Tschechoslowakischer Amateurmeister – 1926
- Mährischer Meister – 1926

weitere Erfolge
- Tschechischer Pokal – Finalist 1992/93
- UEFA-Pokal – Viertelfinale 1979/80

## Internationale Wettbewerbe

### Mitropa-Cup
Teilnahme am Mitropa-Cup, einem der ersten internationalen Wettbewerbe im europäischen Fußball:
| Saison | Wettbewerb  | Runde    | Gegner                   | Gesamt | Hin     | Rück    |
| ------ | ----------- | -------- | ------------------------ | ------ | ------- | ------- |
| 1935   | Mitropa-Cup | 1. Runde | SK Rapid Wien            | 5:4    | 3:2 (H) | 2:2 (A) |
| 1935   | Mitropa-Cup | 2. Runde | Ferencvárosi FC          | 5:7    | 4:2 (H) | 1:6 (A) |
| 1936   | Mitropa-Cup | 1. Runde | Lausanne-Sports          | 6:2    | 5:0 (H) | 1:2 (A) |
| 1936   | Mitropa-Cup | 2. Runde | Ambrosiana Inter Mailand | 03:11  | 2:3 (H) | 1:8 (A) |
| 1938   | Mitropa-Cup | 1. Runde | Ferencvárosi FC          | 3:4    | 3:1 (H) | 0:3 (A) |

### Europapokalbilanz
| Saison  | Wettbewerb                    | Runde         | Gegner                | Gesamt    | Hin            | Rück          |
| ------- | ----------------------------- | ------------- | --------------------- | --------- | -------------- | ------------- |
| 1961/62 | Messestädte-Pokal             | 1. Runde      | Leipzig               | 3:6       | 2:2 (H)        | 1:4 (A)       |
| 1962/63 | Messestädte-Pokal             | 1. Runde      | Petrolul Ploiești     | 0:5       | 0:4 (A)        | 0:1 (H)       |
| 1963/64 | Messestädte-Pokal             | 1. Runde      | Servette Genf         | 7:1       | 5:0 (H)        | 2:1 (A)       |
| 1963/64 | Messestädte-Pokal             | 2. Runde      | Partick Thistle       | 6:3       | 2:3 (A)        | 4:0 (H)       |
| 1963/64 | Messestädte-Pokal             | Viertelfinale | RFC Lüttich           | 2:3       | 0:2 (A)        | 2:0 n. V. (H) |
| 1963/64 | Messestädte-Pokal             | Viertelfinale | RFC Lüttich           | 2:3       | 0:1 in Lüttich |               |
| 1964/65 | Messestädte-Pokal             | 1. Runde      | Ferencváros Budapest  | 1:2       | 0:2 (A)        | 1:0 (H)       |
| 1965/66 | Messestädte-Pokal             | 1. Runde      | Botew Plowdiw         | 2:1       | 2:0 (H)        | 0:1 (A)       |
| 1965/66 | Messestädte-Pokal             | 2. Runde      | AC Florenz            | 4:2       | 0:2 (A)        | 4:0 (H)       |
| 1965/66 | Messestädte-Pokal             | 3. Runde      | Dunfermline Athletic  | 0:2       | 0:2 (A)        | 0:0 (H)       |
| 1966/67 | Messestädte-Pokal             | 1. Runde      | Dinamo Zagreb         | 02:2(L)   | 2:0 (H)        | 0:2 n. V. (A) |
| 1978/79 | Europapokal der Landesmeister | 1. Runde      | Újpest Budapest       | 4:2       | 2:2 (H)        | 2:0 (A)       |
| 1978/79 | Europapokal der Landesmeister | 2. Runde      | Wisla Krakau          | (a)3:3(a) | 2:2 (H)        | 1:1 (A)       |
| 1979/80 | UEFA-Pokal                    | 1. Runde      | Esbjerg fB            | 7:1       | 6:0 (H)        | 1:1 (A)       |
| 1979/80 | UEFA-Pokal                    | 2. Runde      | ÍB Keflavík           | 5:2       | 3:1 (H)        | 2:1 (A)       |
| 1979/80 | UEFA-Pokal                    | 3. Runde      | Standard Lüttich      | 5:3       | 2:1 (A)        | 3:2 (H)       |
| 1979/80 | UEFA-Pokal                    | Viertelfinale | Eintracht Frankfurt   | 4:6       | 1:4 (A)        | 3:2 (H)       |
| 1980/81 | UEFA-Pokal                    | 1. Runde      | VOEST Linz            | 5:1       | 3:1 (H)        | 2:0 (A)       |
| 1980/81 | UEFA-Pokal                    | 2. Runde      | Real Sociedad         | 2:3       | 1:1 (H)        | 1:2 (A)       |
| 1993/94 | Europapokal der Pokalsieger   | 1. Runde      | Bayer 04 Leverkusen   | 0:5       | 0:2 (H)        | 0:3 (A)       |
| 1995    | UEFA Intertoto Cup            | Gruppenphase  | FC Groningen          | 1:2       | 1:2 (H)        |               |
| 1995    | UEFA Intertoto Cup            | Gruppenphase  | Etar Veliko Tarnovo   | 2:3       | 2:3 (A)        |               |
| 1995    | UEFA Intertoto Cup            | Gruppenphase  | KSK Beveren           | 3:2       | 3:2 (H)        |               |
| 1995    | UEFA Intertoto Cup            | Gruppenphase  | Ceahlăul Piatra Neamț | 0:2       | 0:2 (A)        |               |
| 1997/98 | UEFA-Pokal                    | 1. Runde      | FK Inkaras Kaunas     | 7:4       | 1:3 (A)        | 6:1 (H)       |
| 1997/98 | UEFA-Pokal                    | 2. Runde      | SK Rapid Wien         | 3:6       | 1:6 (A)        | 2:0 (H)       |
| 1998    | UEFA Intertoto Cup            | 1. Runde      | VB Vágur              | 6:1       | 3:0 (A)        | 3:1 (H)       |
| 1998    | UEFA Intertoto Cup            | 2. Runde      | Espanyol Barcelona    | (a)5:5(a) | 5:3 (H)        | 0:2 (A)       |
| 1999    | UEFA Intertoto Cup            | 1. Runde      | FC Basel              | 2:4       | 0:0 (H)        | 2:4 (A)       |
| 2002    | UEFA Intertoto Cup            | 1. Runde      | FC Ashdod             | 1:6       | 0:5 (H)        | 1:1 (A)       |
| 2003    | UEFA Intertoto Cup            | 1. Runde      | FC Kotajk Abowjan     | (a)3:3(a) | 1:0 (H)        | 2:3 (A)       |
| 2003    | UEFA Intertoto Cup            | 2. Runde      | FC Thun               | 4:3       | 3:2 (A)        | 1:1 (H)       |
| 2003    | UEFA Intertoto Cup            | 3. Runde      | EA Guingamp           | 5:4       | 1:2 (A)        | 4:2 n. V. (H) |
| 2003    | UEFA Intertoto Cup            | Halbfinale    | FC Villarreal         | 1:3       | 1:1 (H)        | 0:2 (A)       |

Gesamtbilanz: 63 Spiele, 26 Siege, 11 Unentschieden, 26 Niederlagen, 105:101 Tore (Tordifferenz +4)

## Spieler
- Rostislav Václavíček (1971–1981, 1984–1986)
- Lambert Šmíd (1977–1985) Jugend (1987, 1989–1991, 1993–1996, 2010) Spieler,
- Marek Zúbek (1983–1994) Jugend, (1994–2003, 2003–2004, 2005) Spieler,
- Mario Holek (1990–2004) Jugend, (2005–2007) Spieler,
- Petr Křivánek (1991–2005)
- Milan Pacanda (1995–2004, 2006–2007)
- Tomáš Okleštěk (1998–2006) Jugend, (2006–2009, 2010–) Spieler,
- Marek Střeštík (2005–2009, 2010–2011)
- Martin Lejsal (2006–2009, 2010)

## Trainer
| - Václav Vohralík (1933–1934) - Jenő Konrád (1933–1934) - Antonín Carvan (1935–1938) - Josef Kuchynka (1938–1941) - Josef Smolka (1941–1943) - Josef Eremiáš (1943–1946) - Jan Smolka (1946) - Matthias Kaburek (1947) - Josef Bican - Rudolf Krčil (1962) - Alfréd Sezemský (1963) - František Zapletal (1964) - Karel Kolský (1964–1966) - Karel Nepala (1966–1967) - František Čejka (1967) | - Zdeněk Hajský (1971–1972) - Alfréd Sezemský (1971–1972) - František Havránek (1972–1976) - Josef Masopust (1976–1980) - Valerián Švec (1980–1981) - Karel Brückner (1981–1982) - Viliam Padúch (1982–1983) - František Harašta - Ferko Mikloš - Ján Zachar - Ivan Hrdlička - Petr Pálka - František Cipro (1989–1990) - Viliam Padúch (1990) - Karol Dobiaš (1990–1993) | - Josef Masopust (1993) - Vladimír Táborský (1993–1994) - Karel Večeřa (1994) - Petr Uličný (1994–1996) - Karel Večeřa (1996–1998) - Karel Jarůšek (1998–2000) - Pavel Tobiáš (2000–2001) - Karel Večeřa (2001–2003) - Karel Jarůšek (2004–2005) - Jiří Kotrba (2005) - Josef Mazura (2005–2007) - Petr Uličný (2007–2008) - Miroslav Beránek (2008–2009) - Karel Večeřa (2009–2011) - Petr Čuhel (2012–2013) - Ludevit Grmela (2013) - Roman Pivarník (2017–) |

## Vereinsnamen
Der 1. FC Brno wurde am 14. Januar 1913 als SK Židenice (Židenice ist ein Brünner Stadtteil) gegründet. Nach dem Zweiten Weltkrieg hieß der Verein von 1947 bis 1948 SK Zbrojovka Židenice Brno, ehe eine Umbenennung in Sokol Zbrojovka Židenice Brno folgte. Drei Jahre später, 1951, wurde die Stadtteilbezeichnung Židenice aus dem Vereinsnamen getilgt, der fortan Sokol Zbrojovka Brno lautete.
Schon 1953 musste der Name erneut geändert werden, der Verein hieß nun DSO Spartak Zbrojovka Brno. Weitere Umbenennungen gab es 1956 in TJ Spartak ZJŠ Brno (TJ = Tělocvičná jednota = Turneinheit; ZJŠ = Závody Jana Švermy = Jan-Šverma-Werke), 1962 Fusion mit DSO Rudá hvezda Brno, 1968 in TJ Zbrojovka Brno, 1990 in FC Zbrojovka Brno, 1992 in FC Boby Brno, 2000 in FC Stavo Artikel Brno und 2002 schließlich in 1. FC Brno. Im Jahr 2010 kehrte der Klub zu seiner einstigen Bezeichnung Zbrojovka zurück und heißt nun FC Zbrojovka Brno.

## Eishockeyabteilung
Die Eishockey- bzw. Bandyabteilung des SK Židenice wurde durch einen Müller namens Cyril Lacin gegründet. Das erste Bandy-Spiel der Abteilung wurde gegen den Lokalrivalen „SK Moravská Slavia Brno“ ausgetragen und endete mit einem 7:0-Sieg. Zwischen 1919 und 1933 ruhte der Spielbetrieb der Abteilung.
1933 wurde auf Betreiben von Pelikán, J. Vasicek, Bergert und Divoky die Abteilung wieder mit Leben gefüllt. Vor der Saison 1947/48 fusionierte die Abteilung mit Slavia Trebic. In der Spielzeit 1948/49 belegte die Herrenmannschaft den fünften Platz der höchsten Spielklasse des Landes, der 1. Liga. 